# Xiaonanhai
Xiaonanhai (kinesiska: 小南海) är en köping i sydvästra Kina. Den ligger i stadsdistriktet Qianjiang i storstadsområdet Chongqing, omkring 210 kilometer öster om det centrala stadsdistriktet Yuzhong. Antalet invånare är 6 662. Befolkningen består av 3 208 kvinnor och 3 454 män. Barn under 15 år utgör 22,0 %, vuxna 15-64 år 65 %, och äldre över 65 år 11,0 %.